# Godešič
Godešič je naselje v Občini Škofja Loka.
Godešič je gručasta vas na terasi nad levim bregom Sore v južnem delu Sorškega polja. V vasi stoji gotska cerkev sv. Miklavža, ki so jo kasneje prezidali v baročnem slogu. Pročelje cerkve je poslikano s «furlanskimi slikarijami« nastalimi okoli leta 1400. V prezbiteriju pa so slike iz okoli 1530, verjetno delo mojstra Jerneja iz Loke. Veliki oltar poznega zlatega tipa je nastal ob koncu 17. stoletja.